# Parisus xanthocerus
Parisus xanthocerus är en tvåvingeart som först beskrevs av Mario Bezzi 1921.  Parisus xanthocerus ingår i släktet Parisus och familjen svävflugor. Inga underarter finns listade i Catalogue of Life.